# Internationales Straßentheater-Festival „Berlin lacht!“
Das Internationale Straßentheater-Festival Berlin lacht! ist ein deutsches Straßentheater-Festival, das jährlich auf verschiedenen Plätzen in Berlin stattfindet.

## Straßentheater in Berlin
Seit 2004 werden in der Kulturhauptstadt Berlin Straßentheater-Projekte veranstaltet. Das Internationale Straßentheater-Festival Berlin lacht! adressiert sich an Passanten und nutzt den öffentlichen Raum als Bühne. Es präsentiert nationale und internationale Straßenkünstler aus verschiedenen Bereichen der Kunst, unter anderem Akrobatik, Artistik, Ein-Mensch-Theater, Walking-Acts, Puppenspiel, Beatboxer, Kleinkunst, Performance, Installationen, Steampunk, Tanz-, Musik-, Figuren- und Maskentheater und Zirkus. Auftrittsorte sind der Alexanderplatz, der Washingtonplatz und der Potsdamer Platz.

## Geschichte
Initiiert vom Berlin lacht! e. V., fand das erste Straßentheater-Festival in Berlin 2004 unter dem Namen „Berlin lacht!“ statt. Seitdem waren Künstler aus der Schweiz, Großbritannien, Kenia, Spanien, Brasilien etc. für Gastspiele in Berlin. 2017 fand es das erste Mal auch auf dem Washingtonplatz am Hauptbahnhof statt.

## Medien
- Straßentheater auf dem Alexanderplatz. Nachrichtenbeitrag im Tagesspiegel, abgerufen am 8. Februar 2018.
- Das ist weltweit einzigartig! Artikel im Berliner Abendblatt; abgerufen am 7. Februar 2018.
- Über die Wichtigkeit des Straßentheaters. Dokumentation von Alex Offener Kanal Berlin auf YouTube; abgerufen am 7. Februar 2018.